# American College of Obstetricians and Gynecologists
L’American College of Obstetricians and Gynecologists est une association professionnelle de médecins spécialisés en médecine obstétrique et en gynécologie aux États-Unis. Plusieurs pays d'Amérique latine sont également représentés au sein des Districts de l'organisation. Il s'agit d'une organisation 501(c)(3) qui compte plus de 60 000 obstétriciens-gynécologues et professionnels de la santé des femmes en 2022. Elle a été fondée en 1951.

## Fonctionnement
Une organisation complémentaire 501(c)(6), l’American Congress of Obstetricians and Gynecologists (ACOG ; en français : Conseil américain d'obstétrique et de gynécologie), a été fondée en 2008 et est devenue opérationnelle en 2010. Les deux organisations coexistent et les individus membres appartiennent automatiquement aux deux. Les deux sont des organismes sans but lucratif. Le collège, en tant qu'organisme 501(c)(3), se concentre sur l'éducation, tandis que le Congrès en tant qu'organisme 501(c)(6) est autorisé à défendre les intérêts des membres en termes d'activité médicale par le lobbying et d'autres activités politiques. Leur principal plaidoyer se concentre sur la santé reproductive des femmes, s'opposant spécifiquement à l'ingérence politique dans l'accès à l'avortement. Les médecins membres sont appelés fellow et utilisent les lettres post-nominales FACOG pour indiquer leur statut. Pour devenir fellow, un candidat doit être certifié par le Conseil américain d'obstétrique et de gynécologie, puis nommé au collège par un autre Fellow. Les professionnels non gynécologues peuvent s'inscrire en tant que professionnels paramédicaux, mais doivent respecter leurs normes de formation.
Obstetrics & Gynecology est la publication officielle de l'ACOG. Il est populairement connu sous le titre de « The Green Journal ». En 1986, l'organisation a contesté avec succès une loi anti-avortement en Pennsylvanie devant la Cour suprême des États-Unis lors du procès Thornburgh v. Collège américain des obstétriciens et gynécologues (en).